# Procuraduría Social de Atención a Víctimas de Delitos (México)
La Procuraduría Social para Atención a las Víctimas de Delitos (PROVÍCTIMA) es un órgano del Poder Ejecutivo Federal en México, creado por presidente Felipe Calderón Hinojosa en su Quinto Informe de Gobierno, que se encarga principalmente en prestarle atención a víctimas de la violencia en México. Esta institución trabaja de la mano con la sociedad civil, y será la máxima autoridad en asesoría técnica a las instituciones responsables de brindar apoyo a las víctimas.
De acuerdo al gobierno federal mexicano, la PSAV deberá cumplir estos objetivos:
- Asegurar que las víctimas y ofendidos por el delito reciban efectivamente los apoyos (médicos, psicológicos y económicos), que brindan las dependencias del Gobierno Federal.

- Ofrecer apoyo legal, gratuito en caso necesario, y vigilar los procesos penales para facilitar a las víctimas el acceso a la justicia.

- Ayudar a las familias en la búsqueda de personas desaparecidas, orientando a quienes no saben a dónde acudir.

- Recopilar y sistematizar la información relacionada con la atención que reciben las víctimas, con el fin de diagnosticar y estudiar las áreas de oportunidad en todos los órdenes de gobierno y, eventualmente, mejorar la atención a las víctimas.

- Proponer modelos y protocolos de atención a las víctimas que guíen a las autoridades de todos los órdenes de gobierno en el trato que deben brindar a los afectados.